# برلینگتون (پنسیلوانیا)
برلینگتون (به انگلیسی: Burlington) یک منطقهٔ مسکونی در ایالات متحده آمریکا است که در شهرستان برادفورد، پنسیلوانیا واقع شده است. برلینگتون ۱٫۵۵ کیلومتر مربع مساحت دارد ۳۴۶٫۸۷ متر بالاتر از سطح دریا واقع شده است.